# Jehue Gordon
Jehue Gordon (15 de dezembro de 1991) é um velocista e barreirista trinitino, campeão mundial dos 400 metros com barreiras. Conquistou a medalha de ouro no Campeonato Mundial de Atletismo de 2013, em Moscou. Também foi campeão mundial júnior em Moncton 2010. 